# 钱伟长
钱伟长（1913年10月9日—2010年7月30日），男，江苏无锡人，中国力学家、应用数学家、教育家，中国科学院院士，出生于吴越钱氏家族，曾任上海大学校长，暨南大學董事會董事長，南京大学，南京航空航天大学，江南大学，耀华中学名誉校长。中国近代力学、应用数学的奠基人之一。中国人民政治协商会议第六届、七届、八届和九届全国委员会副主席，中国民主同盟中央委员会副主席、名誉主席。与钱学森、钱三强并称为“三钱”。

## 生平

### 童年
1913年10月9日，钱伟长出生于江苏省无锡县鸿声乡七房桥村。这是钱氏他这一辈的第一个孩子，父亲是历史学家钱穆长兄钱挚。“伟长”这个名字就是钱穆给取的。
钱伟长的祖父是晚清的秀才，生活不得志，靠教同村儿童维生，但他却勤奋好学，为人公正，在村里颇受尊重。在伟长出生前，年仅四十几岁的祖父病逝，家境更为衰败。钱父是家庭的唯一经济支柱，除了伟长尚有四子要养。钱母是个没有文化的村妇，但慈善勤劳，她起早贪黑地养蚕、挑花、糊火柴盒，靠各种手工艺补贴家用。婆婆和小叔也常常帮忙。伟长少时便知家庭艰辛，偶尔也帮大人打渔。
7岁多时，父亲带钱伟长来到村里的学堂，伟长在那里接受了启蒙教育，学习了《论语》、《诗经》等儒家经典。钱经常因逃学受到先生的体罚。几个月后钱家发生大火灾，住房化为灰烬，全家只好搬到离村子七八里远的荡口镇，在那里租赁房子栖身，此后又经常搬家。钱先后搬到镇北、镇南，最终落脚于镇中，进入镇中鸿模小学。该小学除国文以外，还有算术、自然、音乐等课程，知识面比旧学堂宽，钱伟长对学习开始认真起来。但他的算术不好，甚至无法算出两位数相加，对国文书籍的死记硬背倒十分在行。学业之余也曾挑花补贴家用。
1923年钱升入高小一年级。1925年钱挚离开梅村小学，被无锡荣巷荣家办的公益学校聘为教务主任，钱伟长也进了同一学校。这所学校有小学五年级、六年级和初中一、二、三年级。钱伟长成了六年级的插班生，与荣毅仁同学。这时他俩交往很少，直到1937年才成为好友。在公益小学读了不到一年，学生因北伐罢课，造成学校关闭。1926年5月伟长随父回到荡口，同年秋进入无锡国学专科学校，老师是桐城派传人唐文治。学习内容主要有四书五经、宋明理学、桐城派古文、旧体诗、唐集、说文、通鉴和先秦诸子，老师的桐城诵读法给了钱伟长很大影响。

### 学习经历

#### 中学学习
1927年初，钱伟长随父入无锡县立中学，但很快中学因北伐军的占领而关闭。同年秋，钱穆在江苏省立苏州中学任国文教员。还成立了乡村师范学校，钱挚被聘为校长。1928年秋，苏州中学开考招生，钱伟长按照钱穆的嘱咐，参加了考试。当时，他才上了5年学，国学、历史是强项，但数学中的四则运算、平面几何、立体几何、三角函数都几乎处于零的状态，外语和物理也都没学过。他最终以榜上末名被录取，国文成绩第一抬高了他的分数。虽然考取，但家境的窘迫让钱家陷入两难抉择。
北伐军攻占无锡时，钱挚和钱穆有一年多的时间都赋闲在家，没有收入。不过六叔钱艺、八叔钱文都找到了工作，其中钱艺在商务印书馆当编辑，每月有40块钱的工资。1927年孙传芳败北之后，劫掠了荡口镇北镇，钱家也遭遇巨大变故。奶奶和母亲认为他应当早找工作谋生，但父亲和四叔坚持让他上学。
钱伟长在苏州拜别父亲进入高中。然而1928年10月，39岁的钱挚突然病逝。当时母亲41岁，一弟二妹，皆不满11岁，另有一妹尚在母亲腹中未出世。父亲唯一的遗产是一柜子书。收到消息，钱伟长马上返家，同时也做好了退学的准备。好在爷爷筹建的义庄又一次对钱家发生了作用，母亲与弟妹能够维持生活，学费则有四叔钱穆负责。
苏州高中的3年里，他努力学习学校开设的所有课程。三角函数、代数、解析几何对钱伟长来说十分困难，数学老师严晓帆看到钱伟长基础太差，便经常帮他补习，还额外允许钱伟长到自己的办公室学习，这段时间钱伟长经常熬夜。由于基础太差，物理、数学、化学、生物等课程只是从全班最后一名赶到中下游的水平。高中地理教师陆侃舆是第一本中国分省地图的创作者。在地理课上，钱伟长第一次理解了汉、满、蒙、回、藏的区域，知道了五口通商的意义，知道了香港、澳门和辽东半岛、台湾等地的地理知识。这门课深得钱的喜爱。
1930年秋，钱伟长的论文《春秋日蚀考》获高中奖，1931年钱穆成为北大副教授，伟长也结束了高中的学习。四叔建议他多考几所大学。6月份，他一直住在六叔的商务印书馆宿舍内，看报纸上的招生广告，只要没有冲突的就去报名。一个月下来，一共考了清华大学、中央大学、浙江大学、唐山交通大学、厦门大学5个学校和吴蕴初清寒奖学金（化工专家吴蕴初出资5万元，通过奖学金资助那些学习优异但没钱读书的学生，获取该奖学金需要考试）。一个月后发榜，5个学校全部考取，还考取了清寒奖学金，每年可以得到300元的奖学金。 奶奶和母亲认为中央大学最好，离家近，但四叔认为清华大学最好，所以钱伟长听从四叔建议，去清华就读。当时的国文和历史试卷是陈寅恪出的，钱伟长得了满分，但理科加起来才25分。

#### 清华大学和西南联大
1931年9月16日，钱伟长来到北京，先在时任北大文学院院长的汤用彤家住了一夜，第二天到清华大学报到，住进清华大学物理系四年级学生殷大均和三年级学生何凤元的宿舍。新生报到后的第一天，就要到体育馆通过体格检测。当时，主管这项工作的是马约翰教授。体检下来，身高、体重、肺活量等主要项目均不合格，但马约翰欣赏他的拼命精神。马约翰鼓励他参加运动，第二年还参加了越野跑步比赛，最后出乎意料的拿到第八名。此后他成为越野队员，后又参加长跑、中低栏、足球等项目，身高从1.49m提升到1.65m。
一开始招生时并不分专业，可9月18日发生九一八事变后，钱伟长在殷大均和何凤元的建议下转学物理，以振兴中国的军力。但由于他高考物理成绩仅为5分，系主任吴有训一开始拒绝其要求，后来钱伟长软磨硬泡，常常搞得吴有训无法办公。另外又找叶企孙教授和四叔钱穆拉关系，和陈寅恪、顾颉刚等疏通，最后吴被迫同意其试读一年，在此期间的普通化学、普通物理、高等数学三门课必须考到70分以上。
钱伟长一开始困难很多。当时清华理科的课程用的都是英文教材，可钱伟长的英文很差，chapter等单词他都不认识，要查字典。另外，他把学习文史的死记硬背的方法直接搬了过来，可是不那么管用。两个月的苦记，成绩却依然不理想。每周一次的课堂测验，一连7周钱伟长都不合格，但他依然不放弃，继续坚持下去。吴有训看到他的困难，给了他译成中文的教材，还告诉他理解才是关键。不斷的挫折磨煉令钱伟长的坚韧更加强，第二年他终于在物理考试中及格，此后四年在理科各个领域的素质都取得了飞跃。1935年，钱伟长和同学顾汉章合作完成了论文《北京大气电的测定》，这是中国自行测定大气电量的第一批数据，同年，钱伟长以优异的成绩从清华大学物理系毕业。
1935年夏天，钱伟长参加了两项考试。一个是中央研究院南京物理研究所（丁西林为所长）的实习研究员，另一个是清华物理系的研究生。结果两项考试钱伟长都被录取了。当时实习研究员每月有100元的工资，而清华物理系的研究生每月只有60元津贴。钱穆认为他应该继续学习，于是便去了清华大学研究院，获高梦旦奖学金，每年300元，共提供3年。于是他跟随导师吴有训做光谱分析，还在黄子卿教授指导下研究溶液理论，又在叶企孙支持下展开了原子光谱学研究。当年改学物理的5名学生中，只有钱伟长坚持到毕业。
曾参加一二九运动，并与清华同窗于光远等筹建民族解放先锋队。1937年北平沦陷后在天津市耀华中学任教近一年，1939年赴昆明在西南联合大学讲授热力学，并与孔祥瑛结婚。从1937年到1939年，钱伟长的研究工作一直都没有中断。在此期间，他有了3篇光谱学论文发表在《中国物理学报》，其中有代表性的是《对稀有元素硒的单游离光谱分析》。这篇论文打开了中国稀土元素研究的先河。另外还研究了弹性板壳的内禀理论。

#### 出国留学
1939年，钱伟长参加了第七届中英庚款会公费留学力学专业的考试，此次参加人数众多，招生名额是20个，报名人数却超过了3000人。发榜时，西南联大有9名同学考取，其中钱伟长、林家翘和郭永怀属于力学专业。虽然原定每专业只录取一人，他们3人都考得非常出色，而且分数也极为接近，故同时录取。由于战争，很多英国教授到未独立的加拿大避难，故1940年1月他们正式赴加拿大多伦多大学学习。
钱伟长、林家翘和郭永怀3人都选择了应用数学系。林家翘和郭永怀专攻流体力学，钱伟长专攻弹性力学。流体力学和弹性力学由辛格教授讲授，相对论和理论物理由因费尔得教授讲授。按照惯例，辛格教授召集攻读应用数学系研究生的钱伟长、林家翘和郭永怀3人谈话，介绍自己的研究方向和近期课题进展情况。辛格与钱伟长谈话时发现，两人都在研究板壳内禀理论，钱伟长方程与自己提出的板壳张量平衡方程等价。辛格和钱伟长用50天时间完成了论文《弹性板壳的内禀理论》，发表于世界导弹之父冯·卡门的60岁祝寿文集内。
1941年6月，钱伟长获多伦多大学应用数学硕士学位。10月，钱伟长将《弹性板壳的内禀理论》一文的思路进一步展开，完成以薄板薄壳统一内票理论为内容的博士学位论文，1944年分3篇在美国布朗大学主办的《应用数学季刊》上连载。钱伟长的博士论文把板壳问题系统地分成12类薄板问题和35类薄壳问题，并分别给出了6个基本方程的相应简化形式。在这些简化方程中，略去量级较小的项，得到了系统而且一致的近似。在所得的各类近似方程中，包括了常见的小挠度方程以及一些已知的大挠度方程，也提出了一些关于有限挠度的新方程，提出了浅壳的新概念。
钱伟长的博士论文还包括了从三维弹性理论导出壳体宏观平衡方程的证明。钱伟长将这部分内容发表在清华大学1948年12月的理科报告上。该文对板壳的边界效应做了深入分析，其后来在1960年代推动了不少有关三维理论的边界效应问题的研究。钱伟长于1942年春季参加了加拿大国家研究会主持的应用数学特种委员会的工作。年底，他成为美国数学学会会员。
1942年，在美国加州理工学院和喷射推进研究所做博士后研究，与钱学森、林家翘、郭永怀一起，在冯·卡门教授指导下从事航空航天领域的研究工作，参加火箭和导弹实验，他和同事们研究的主要课题是火箭的起飞、飞行中火箭的翻滚、火箭弹道的控制等。钱伟长很快连续发表了好几篇论文，并在研究、设计、制造等环节中，做了许多具体工作。
这些论文中最重要的有两篇。一篇是关于超声速对称锥流摄动法的《超音速对称锥流的摄动理论》，这是世界上第一篇关于奇异摄动理论的论文。在美国航空工程学会1945年的年会上，钱伟长宣读了论文的部分内容。另一篇是与冯·卡门教授合作的，关于薄壁构件扭转问题的《变扭的扭转》，发表在美国1946年第13卷《航空科学月刊》上。

### 早期工作经历
抗日战争结束后，钱伟长于1946年向冯·卡门请求回国，然而不得放行，他只好诉说思乡之苦，终得应允，然而卡门还敦促他早日回来。5月26日，终于踏上回中国之货轮，然而刚到上海便被海关勒索，更得知祖母和小妹已经亡故的噩耗。清华大学向钱伟长发出邀请，邀他担任清华大学工学院机械系教授，钱伟长欣然应邀。8月初，钱伟长携七妹搭轮船经秦皇岛，回到阔别8年的北京清华园。9月，与妻儿团聚。
当时通货膨胀严重，钱伟长的工资根本不够生活。1947年冬，女儿出生。无奈之下只好多做兼职，直到1949年，他几乎包办了清华、北大、燕京大学所有的应用力学、材料力学的课程。他一周上17堂课，是普通教授的3倍，还得向老友借债。 同时，他还是中国科学工作者协会秘书长、中国机械工程学会常务理事。参加这样的社会活动自然要耗费掉一些时间。另外，钱伟长还任《国立清华工程学报》主编、《中国物理学报》和《国立清华大学理科报告》编委、美国《应用力学评论》特约评论员，稿的工作当然也要占用他很多时间。此间钱伟长进行了有前润滑理论、圆薄板大挠度理论、银流和水轮机曲线导板的水流离角计算等科研工作，发表论文8篇。
1948年受钱学森之邀准备去美国喷射推进研究所工作，但未获得签证并未成行。在国共内战的炮火中，他依然坚持讲课。1948年12月25日，他的二女儿出生。
1949年5月，清华大学成立校务委员会，由理学院院长叶企孙教授任主任委员，张奚若、吴晗任副主任委员，周培源为常委兼教务长，钱伟长和费孝通为常委兼副教务长，陈新民为常委兼总务长。1950年被任命为中华全国自然科学专门学会联合会常委、组织部部长，5月当选为北京市人大代表。1951年被任命为中华全国民主青年联合会常委、副秘书长，并开始担任中国科学院数学研究所力学研究室主任。1952年院系调整后，钱伟长被任命为纯工科的清华大学教务长。同年他还自学速成了俄语。1953年起草宪法，钱伟长也有参与。
1954年，钱伟长当选为全国人民代表大会第一届江苏省人民代表，同年当选为中科院学部委员兼中科院学术秘书。在北京钢铁学院开设弹性力学讲座。讲稿于1956年经叶开沅整理后由科学出版社出版，这是中国第一本弹性力学专著。从秋季起至1956年春止，他全力参加周恩来总理领导的制定中国自然科学12年规划工作。1956年1月，力学研究所成立，钱伟长任副所长。5月，钱伟长参加波兰国际固体力学研讨会和流体力学研讨会；7月，参加中国科技访问团，出访苏联、波兰、罗马尼亚、匈牙利、东德、保加利亚、捷克、南斯拉夫等8国的科学院和国家科委。8月，第九届理论和应用力学国际大会在比利时布鲁塞尔召开，中国派团参加，钱伟长任副团长，并作了“长方板大挠度问题”和“浅球壳的跳跃问题”的报告。年底，波兰科学院授予钱伟长院士称号。同年，钱伟长在清华开设了一年的应用数学讲座。这年冬，钱伟长在中科院和高教部合办的力学研究班上再一次讲授该课程。
1956年，钱伟长获国家科学奖二等奖，获奖原因是他在有关圆薄板大挠度问题的工作。在圆薄板大挠度问题上，他提出了以中心挠度为小参数的摄动法，这也就是国际力学界所称的“钱伟长法”，1980年代他还对此法做了改进。他还被任命为清华大学副校长，仍兼教务长和力学教授。被任命为清华大学校务委员会常委、副教务长。参加中国文化代表团，出访缅甸、印度。在此期间，他担任了《力学学报》、《物理学报》、《新建设》和《新观察》杂志的编委，并成为国家科学规划委员会委员。根据周恩来委托，他还承担了筹建中国科学院力学研究所的任务。1953年还为青少年读者写作了科普著作《中国历史上的科学发明》一书。
1957年中国力学学会成立，任副理事长。当年1月发表《高等教育的培养目标》，反对苏联教育体制中的一些工作思路，提倡理工合校，重视基础学科，在清华大学内引发三个月的大讨论，并最终在反右中被划为右派分子，批判为反动学术权威、万能科学家，停止一切工作。连钱学森都被迫和他划清界限，表态说钱伟长是“最恶劣和狠毒的政治野心家”。

### 劳动改造
被划为右派之后，钱伟长被强制“劳动改造”，先做实验室助理，扫地劳动一年，其子女被禁止上大学。后被下放至农村，但其间他仍坚持进行科学研究。红卫兵阻挠其进行研究，他就趁晚上把窗户堵上，彻夜苦读。
1964年他曾独立推得广义变分理论，投递给《力学学报》，但因当时他的身份问题而不予发表，直到1968年日本鹫津久一郎于《弹性和塑性力学中的变分法》一书中才提到类似理论，而直到1977年钦科维奇的《有限元法》一书中明确论述后才为人们所熟知。
1968年至1971年被下放到北京特种钢厂炼钢车间劳动锻炼。由于善于思考发明，被工人们称为“教授”，并发明了当时北京最好的油压机。不久后开始向工人讲课。

### 恢复工作与平反
1972年由周恩来亲自点名，参加科学家代表团访问英国、瑞典、加拿大和美国。当时很多人不相信钱伟长对祖国的忠诚，代表团团长表示不能保证他出国后不逃走，于是周恩来撤换了另一名团长，但新团长仍然不同意钱伟长出访，直到临行前一天的会议他都不知道此事。周恩来叫秘书派车去清华大学找钱伟长，这才知道他还在首都钢铁厂劳动。秘书又赶到首钢，带着来不及换下劳动服的钱伟长赶到会议现场。周恩来见状，叫来秘书换衣服给他，并把自己的鞋子给他穿，才得以出访。回国后，发明了高能锌空气电池，解決了坦克發動次數的限制。
1975年当选第四届全国人民代表大会代表。
1979年中央撤销把钱伟长划为右派分子的决定。
1980年恢复为中国科学院学部委员，担任全国政协常委、中国文字改革委员会委员。
1981年被任命为中文信息学会理事长、《应用数学和力学》杂志主编。
1984年任民主同盟中央副主席、上海市应用数学和力学研究所所长。
1985年任香港特别行政区基本法起草委员会委员。
1987年任全国政协副主席、《中国应用数学和力学进展》杂志主编。
1988年任澳门特别行政区基本法起草委员会副主任委员、中国和平统一促进会会长、中国陶行知研究会会长。
1990年任中国海外交流协会会长。

### 出任上海工业大学(上海大学)校长
1983年被邓小平亲自下调令，调任至上海工业大学，任校长一职，并写明此任命不受年龄限制。任上，钱伟长提倡拆除四堵墙——学校和社会之墙、校内各系科各专业各部门之墙、教学与科研之墙、教师与学校之墙。
因海湾战争影响，钱伟长在1991年2月撰写《海湾战争的启示》一文，提出对三峡大坝溃坝、毁灭长江中下游平原的担忧，得出“三峡工程千万不应上马的”结论。
1992年率先在上海市提倡并实行学分制。1993年上海工业大学、上海科技大学、原上海大学、上海科技高等专科学校合并成立为现在的上海大学，并于1996年成为国家211工程重点建设高校之一。钱伟长的计划，是把上海大学建设成为世界一流的研究性大学。

### 晚年
2001年，妻子孔祥瑛去世，钱伟长为之悲痛三年。2010年7月30日6时20分，钱伟长在上海逝世，享年96岁。

## 家庭
- 父亲：钱挚
- 叔叔：钱穆，中央研究院中央研究院院士，历史学家，儒学学者，教育家，香港新亚书院创校人。与吕思勉、陈垣、陈寅恪并称为严耕望所评选的“现代四大史学家”。
- 妻子：孔祥瑛，曾任清华大学附属中学校长，为孔子七十五代孙。
- 岳父：孔繁蔚为同盟会老会员，曾任山西警卫军司令、山东省参议长。
- 儿子：钱元凯，中国著名摄影家。
- 长女：钱开来
- 次女：钱歌放

## 主要著作
- 《中国历史上的科学发明》1953年8月
- 《弹性圆薄板大挠度问题》1954年3月

钱伟长，1946年多伦多大学毕业照。

- 《弹性柱体的扭转理论》1956年4月，1957年出俄译本
- 《弹性力学》（钱伟长、叶开沅著）1956年1月
- 《锌空气(氧)电池进展》1975年4月
- 《波纹管、波登管、弯管膨胀接头、环壳和旋转壳文献目录》（钱伟长、冯思慎编辑）1978年12月
- 《变分法和有限元》1979年
- 《现代科学技术词典》1980年
- 《变分法及有限元（上册）》1980年8月
- 《应用数学与力学论文集》1980年11月
- 《奇异摄动理论及其在力学中的应用》1981年8月
- 《穿甲力学》1984年
- 《新技术革命十五讲》（收文1篇）1984年1月
- 《广义变分原理》1985年3月
- 《我国社会经济和科技发展战略问题》（钱伟长等著）1987年3月
- 《中国历史上的科学发明》1989年1月
- 《格林函数和变分法在电磁场和电磁波计算中的应用》1989年2月
- 《微分方程的理论及其解法》1992年
- 《电机设计强度计算的理论基础》1992年
- 《应用数学》1993年8月
- 《一代师表叶企孙》1995年
- 《八十自述》1998年
- 《格林函数和变分法在电磁场和电磁波计算中的应用（修订版）》2000年
- 《教育和教学问题的思考》2000年12月
- 《张量分析》（爱林根著，钱伟长译）[9]

文集
- 《钱伟长科学论文选集》1989年9月
- 《钱伟长文选》1992年
- 《钱伟长学术论著自选集 》1994年12月
- 《钱伟长科学论文集：1989-1994》（收1937-1987的论文）1995年
- 《钱伟长科学论文集：1981-1982 第一册》
- 《钱伟长科学论文集：1981-1982 第二册》

主编
- 《王宽诚教育基金会学术讲座汇编.第3集》1990年
- 《区域发展战略研究：总论》（费孝通，钱伟长主编）1992年1月
- 《第二届国际非线性力学会议论文集》（Proceedings of the 2nd international conference on nonlinear mechanics）1993年
- 《区域发展战略研究.黄河三角洲-东营篇》（费孝通，钱伟长主编）1993年
- 《王宽诚教育基金会学术讲座汇编.第6集》1993年11月
- 《王宽诚教育基金会学术讲座汇编.第7集》1994年2月
- 《区域发展战略研究.淄博篇》（费孝通，钱伟长主编）1994年
- 《区域发展战略研究.沧州篇》费孝通,钱伟长主编1995年
- 《王宽诚教育基金会学术讲座.第11集》1996年
- 《王宽诚教育基金会学术讲座.第14集》1997年
- 《第三届国际非线性力学会议论文》1998年
- 《王宽诚教育基金会学术讲座汇编.第15集》1998年6月
- 《王宽诚教育基金会学术讲座汇编.第16集》1998年6月
- 《王宽诚教育基金会学术讲座汇编.第17集》1999年
- 《王宽诚教育基金会学术讲座汇编.第18集》1999年
- 《王宽诚教育基金会学术讲座汇编.第19集》2000年

## 评价
1940年夏，钱伟长在多伦多大学应用数学系学习。钱伟长的博士论文《弹性板壳的内禀理论》，发表在导弹专家冯·卡门的60岁祝寿文集内，爱因斯坦看后感叹说：“这位中国青年解决了困扰我多年的问题。”正是此文奠定了钱伟长在美国科学界的地位。

### 引用
1. ↑  .   [2022-10-09]. （原始内容存档于2022-10-10）.
2. ↑  . 新华网. 2010-07-30  [2010-07-30]. （原始内容存档于2010-09-27）.
3. ↑  .   [2021-11-10]. （原始内容存档于2022-02-08）.
4. ↑  .   [2008-04-02]. （原始内容存档于2008-05-05）.
5. ↑  . 科学网.   [2021-07-13]. （原始内容存档于2022-02-08）.
6. ↑  . 浙江在线-国内新闻.   [2021-07-13]. （原始内容存档于2022-02-08）.
7. ↑  钱伟长. . 群言 (北京市: 中国民主同盟中央委员会). 1991, (1991年第4期): 2. ISSN 1002-9842. （原始内容存档于2020-07-13） （简体中文）.
8. ↑  . www.chinanews.com.   [2021-04-17]. （原始内容存档于2021-04-17）.
9. ↑  钱伟长特色数据库——学术著作一览 的存檔，存档日期2009-02-28.
10. ↑  . 京华时报. 凤凰网.   [2010-07-31]. （原始内容存档于2010-08-02）.